# Otto Friedrich Müller

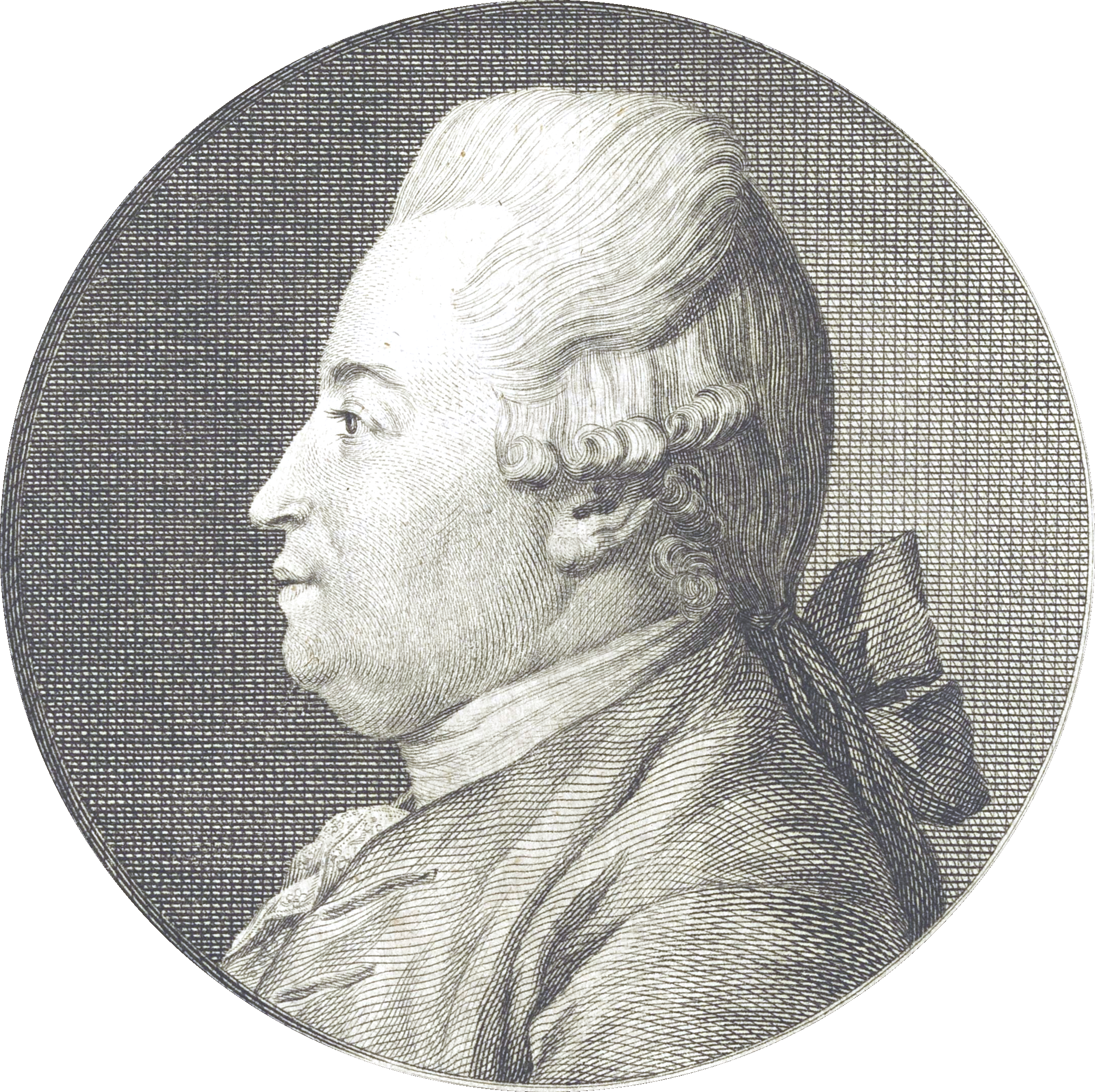
Otto Friedrich Müller

Otto Friedrich Müller (* 11. März 1730 in Kopenhagen; † 26. Dezember 1784 ebenda) war ein dänischer Zoologe. Sein offizielles botanisches Autorenkürzel lautet „O.F.Müll.“

## Leben
Müller machte sich vor allem auf dem Gebiet der Weichtierkunde einen Namen, ist aber auch als Entomologe, Ornithologe und Naturforscher bekannt.
Er war Mitglied der Academia Caesarea Leopoldina, der Königlich Schwedischen Akademie der Wissenschaften, der Académie des Sciences Paris und der Gesellschaft der naturforschenden Freunde zu Berlin.

## Erstbeschreibungen
Er ist u. a. Erstbeschreiber der Muschel Chlamys islandica (O.F. Müller, 1776), der Süßwassermilbe Piona nodata (Müller, 1776), der Becherquallengattung Lucernaria (O. F. Müller, 1776), der Segellibelle Spitzenfleck  (O.F. Müller, 1764) und der Edellibelle Brachytron pratense  (O.F. Müller, 1764).

## Ehrungen
Ihm zu Ehren wurde die Gattung Muellera L.f. der Pflanzenfamilie der Hülsenfrüchtler (Fabaceae) benannt.

## Schriften
Müllers Arbeit Vermium terrestrium et fluviatilium […] succincta historia von 1771 leistete Grundlegendes nicht nur bei der Erforschung von Schnecken und Würmern, sondern ist auch dadurch bemerkenswert, dass sie einen der ersten Versuche zur Klassifizierung und Beschreibung von Mikroorganismen enthält.
Weiterhin war Müller Autor der Schrift Zoologiae Danicae Prodromus, seu Animalium Daniae et Norvegiae Indigenarum characteres, nomina, et synonyma imprimis popularium, erschienen im Jahre 1776. Dieses Buch stellt die erste Übersicht der Fauna Norwegens und Dänemarks dar. In ihm beschrieb und klassifizierte Müller mehr als dreitausend Arten. Das Werk war ursprünglich als der Anfang einer reich zu illustrierenden Folge erschienen, aber nur der erste Band davon erschien noch vor dem Tod Müllers. Die folgenden Bände, unter anderem herausgegeben von Søren Abildgaard und Martin Heinrich Rathke, erreichten nicht mehr das Niveau etwa des Standardwerkes zur Flora Dänemarks, der Flora Danica, herausgegeben von Georg Christian Oeder.
Eine weitere wichtige Veröffentlichung Müllers ist die Fauna Insectorum Fridrichsdalina (Lipsiae: Hafniae et Gleditsch xxiv 96 pp. 1764).